# Liochthonius oceanicus
Liochthonius oceanicus är en kvalsterart som beskrevs av Hammer 1973. Liochthonius oceanicus ingår i släktet Liochthonius och familjen Brachychthoniidae. Inga underarter finns listade i Catalogue of Life.